# Отношение цена/производительность
В экономике и инженерии соотношение цена/производительность (иначе «соотношение цены к эффективности» или «соотношение между стоимостью и техническими характеристиками») относится к способности продукта выдавать производительность любого рода за единицу своей цены. Например, если у вас имеется целый день для поездки в 100 км, то трата $50, чтобы проделать путешествие за два часа, является лучшей по соотношению цена/производительность, чем трата $105 для путешествия в один час.
Хотя этот термин, казалось бы, по написанию является отношением, но когда цена/производительность улучшается или увеличивается, то становится ясно, что термин на самом деле относится к производительности, деленной на цену, то есть ровно противоположным отношением для правильного ранжирования продукта с повышенной ценой/производительностью. Чтобы избежать такой путаницы, слово отношение часто опускают или ставят вместо него тире. Технические новости и публикации часто бывают небрежны в этих вопросах.
Цена/производительность часто пишется как цена-производительность.
Термин в некоторой степени используется при сравнении компьютерного оборудования. Во второй 1990-х годов, соотношения цена/производительность средних и больших мэйнфреймов упал в огромное число раз по сравнению с несколькими меньшими микрокомпьютерами обрабатывающими те же нагрузки. Многие компании были вынуждены уйти из этой отрасли, как это произошло, в том числе с DEC, Data General и многими производителями мультипроцессоров, такими, как Sequent Computer Systems и Pyramid Technology.